# Tennyson (Wisconsin)
Tennyson es una villa ubicada en el condado de Grant en el estado estadounidense de Wisconsin. En el Censo de 2010 tenía una población de 355 habitantes y una densidad poblacional de 329,49 personas por km².

## Geografía
Tennyson se encuentra ubicada en las coordenadas 42°41′26″N 90°41′13″O / 42.69056, -90.68694. Según la Oficina del Censo de los Estados Unidos, Tennyson tiene una superficie total de 1.08 km², de la cual 1.08 km² corresponden a tierra firme y (0%) 0 km² es agua.

## Demografía
Según el censo de 2010, había 355 personas residiendo en Tennyson. La densidad de población era de 329,49 hab./km². De los 355 habitantes, Tennyson estaba compuesto por el 99.44% blancos, el 0% eran afroamericanos, el 0.56% eran amerindios, el 0% eran asiáticos, el 0% eran isleños del Pacífico, el 0% eran de otras razas y el 0% pertenecían a dos o más razas. Del total de la población el 0% eran hispanos o latinos de cualquier raza.